# Greg Pak
Greg Pak, né le 23 août 1968, est un scénariste de comics, acteur, scénariste, producteur, et réalisateur de films américain.

## Biographie
Il est métissé de parents coréen et américain.
Étudiant en sciences politiques et en histoire, Greg Pak prend goût à un programme universitaire consacré au cinéma dans lequel il s’est inscrit.
Greg Pak va devenir l’un des hommes les plus récompensés dans l’univers du court-métrage. L’un de ses courts-métrages les plus personnels, Fighting Grandpa (1998, 21 min), dans lequel Greg Pak recherche, en interviewant 3 générations de sa famille, la preuve d’un amour entre ses grands-parents, immigrés coréens, a remporté 20 prix, dont le Student Academy Award.
Deux autres ont provoqué le scandale et demeurent les plus regardés sur le site AtomFilms.com, et s’intitulent Asian Pride Porn (1999) et All Amateur Ecstasy (2001). Tous deux tournent autour du sexe.
Un autre marquera le genre : The Penny Marshall Project, une parodie de Blair Witch, dans laquelle 3 réalisateurs (et pas des moindres : Penny Marshall, Francis Ford Coppola et Akira Kurosawa, interprétés par des comédiens) disparaissent dans les bois alors qu’ils recherchaient une partie perdue de leur personnalité, l’esprit du cinéma indépendant.
Enfin, il écrit et réalise le long métrage à sketchs Robot stories, qui contient quatre histoires centrées sur les relations entre les humains et des bébés ou des ouvriers robots. Tamlyn Tomita, actrice de la série Babylon 5, interprète le rôle d’une mère dans l’une des quatre parties du film. Immense succès critique, le film remporte 35 récompenses dans 75 festivals du cinéma indépendants à travers le monde et obtient des critiques dithyrambiques dans la presse spécialisée comme nationale (New York Times) !
Engagé par Joe Quesada, qui rêve de créer une passerelle entre Marvel Comics et les auteurs hollywoodiens, Greg Pak se retrouve sur une mini-série fin 2004 consacrée à Adam Warlock, le super-héros cosmique, avec des dessins de Charlie Adlard (et des couvertures de J.H. Williams III), avant de se lancer en janvier 2005 sur la mini-série Phoenix : Endsong, avec  Greg Land.
En 2005, Pak se retrouve encore à travailler sur un projet très exposé, cette fois-ci l’adaptation et le développement de l’histoire développée pour le jeu vidéo Marvel Némésis : Rise of Imperfects (une dizaine de personnages Marvel contre un savant fou), dessinée par Renato Arlem, sur des couvertures de Jae Lee. Ce travail lui permet de travailler sur une multitude de personnages Marvel (Tornade, Wolverine, Spider-Man, Thing, Elektra, etc.).
Il prend la relève de Neil Gaiman qui s’est désisté pour produire une suite de 1602, intitulée 1602 : New World. Là encore, il joue avec l’univers Marvel sans avoir de souci de cohérence avec la continuité, dans cet énorme Elseworlds Marvel.
Il scénarise actuellement la mini-série Iron Man : House of M, avec des dessins de Pat Lee et fait partie des scénaristes mis en avant par Marvel sous la désignation de "10 Terrific".
Son dernier film, Super Power Blues, se rapproche des comics en racontant l'histoire d'une super-héroïne qui passe son temps à sauver le monde alors qu'elle ne rêve que de dormir avec son petit ami.

## Publications
- Warlock #1-4 (Marvel, 2004-2005)
- 1602 : New World  #1-5 (Marvel, 2005)
- Iron Man : House of M #1-3 (Marvel, 2005)
- Marvel Nemesis : Rise of Imperfects #1-6 (Marvel, 2005)
- Phoenix : Endsong #1-5 (Marvel, 2005)
- What if: Submariner (Marvel Comics, 2006)
- X-Men: Phoenix - Warsong #1-5 (2007)
- The Incredible Hulk, #92-111 (Marvel, 2006-2007)
  - World War Hulk (Marvel, 2006-2007) avec John Romita Jr.
  - Planète Hulk : Warbound, #1-4 (Marvel, 2006) avec Aaron Lopresti
- Skaar:Son of Hulk #1... (Marvel, 2008) avec Carlo Pagulayan & Ron Garney
- Magneto: Testament #1-2 ?(Marvel, 2008)
- War Machine (Marvel, 2008-?)
- Battlestar Galactica, (Dynamite Entertainment, 2006-2007)
- Amazing Fantasy #15 (1st story in anthology) (Marvel Comics, 2006)

## Filmographie (non exhaustive)
- 1997: Mouse (réalisateur, scénariste)
- 1998: Fighting Grandpa (réalisateur, 21 min)
- 1998: Po Mo Knock Knock (réalisateur)
- 1999: The Penny Marshall Project (réalisateur)
- 2000: Asian Pride Porn (réalisateur, scénariste)
- 2002: All Amateur Ecstasy(réalisateur, scénariste)
- 2003: MVP (scénariste)
- 2003: Robot Stories (acteur, réalisateur, scénariste)
- 2005: Super Power Blues (réalisateur, scénariste)